# سام اكيندي
صامويل أكيندي (مواليد 14 أبريل 1993) هو لاعب كرة قدم إنجليزي شبه محترف يلعب كمهاجم في وينجيت وفينشلي.